# Норвежский военный контингент в Афганистане
Норвежский военный контингент в Афганистане — подразделение вооружённых сил Норвегии, созданное в 2001-2002 годы. В 2001 - 2014 гг. действовало в составе сил ISAF.

## История

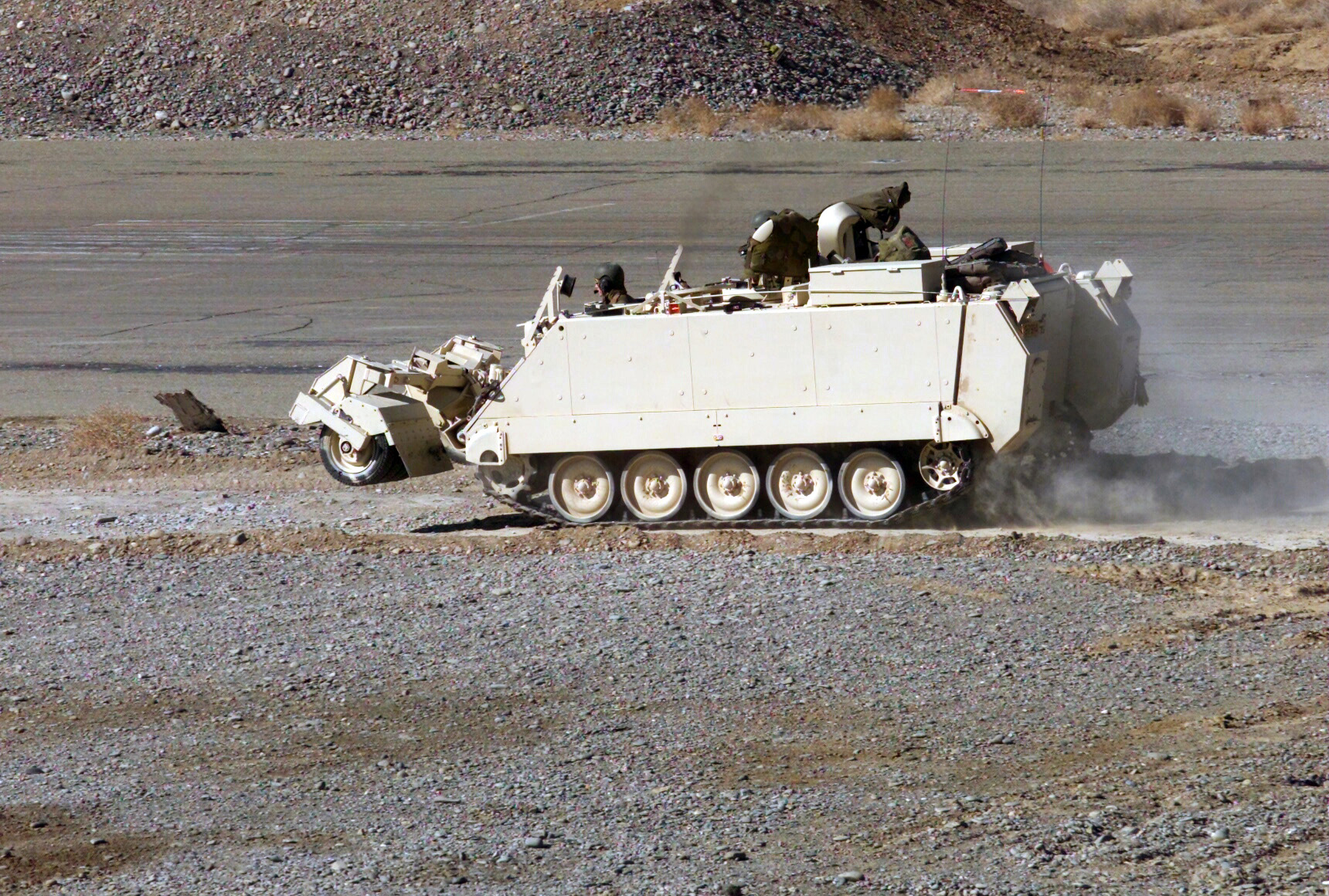
бронетранспортёр M113 норвежского контингента ISAF с установленным катковым минным тралом на взлётной полосе аэропорта в Кандагаре (18 января 2002)

Вместе с другими странами НАТО, правительство Норвегии направило военный контингент в Афганистан в конце 2001 года. Первым прибыло инженерно-сапёрное подразделение (15 военнослужащих и две машины для разминирования местности), которое участвовало в разминировании аэропортов в городах Кандагар и Баграм; в феврале 2002 года в Кабул прибыли подразделение из 20 сапёров (занимавшееся разминированием местности в городе и окрестностях, а также обучавшее афганских сапёров) и группа специалистов по управлению воздушным движением (10 человек). Кроме того, в Афганистан были отправлены подразделения специального назначения армии и ВМС Норвегии.
В проходившей в марте 2002 года операции "Анаконда" вместе с 1500 военнослужащих США, 3-м батальоном полка принцессы Патриции канадской армии и около 1000 афганцев из отрядов Северного альянса участвовали также 150 военнослужащих спецназа других стран ISAF (Австралии, Дании, Норвегии, Франции и ФРГ).
23 мая 2004 года в пригороде Кабула была обстреляна из автоматов и РПГ колонна из четырех автомашин Норвегии (погиб один и были ранены два военнослужащих Норвегии).
В начале 2005 года в Афганистане находилось 217 военнослужащих Норвегии (десять штабных офицеров - в штабе ISAF, а остальные обеспечивали охрану военных баз в районе Кабула - при этом заметную часть личного состава составляли военнослужащие командования специальных операций вооружённых сил).
В октябре - ноябре 2007 года подразделения Норвегии участвовали в наступательной операции "Harekate Yolo".
В мае 2008 года подразделения Норвегии и ФРГ участвовали в наступательной операции "Karez".
По состоянию на 28 июня 2010 года, численность контингента составляла 500 военнослужащих, но в дальнейшем началось его сокращение.
По состоянию на 1 августа 2013 года численность контингента составляла 111 военнослужащих.
28 декабря 2014 года командование НАТО объявило о том, что операция "Несокрушимая свобода" в Афганистане завершена. Тем не менее, боевые действия продолжались и иностранные войска остались в стране - в соответствии с начатой 1 января 2015 года операцией «Решительная поддержка», хотя общая численность иностранных войск (в том числе, контингента Норвегии) была снова уменьшена.
В феврале 2020 года численность норвежского контингента составляла 58 военнослужащих, в феврале 2021 года - 101 военнослужащий.
14 апреля 2021 года президент США Джо Байден объявил о планах начала вывода американских войск из Афганистана в мае 2021 с завершением этого процесса к 11 сентября 2021 года. В этот же день решение о выводе войск «в течение нескольких следующих месяцев» приняли страны НАТО. 26 июня 2021 года Норвегия завершила эвакуацию войск и участие в операции.
Военнослужащие Норвегии оставались в военном госпитале Кабула до августа 2021 года, однако в связи с продолжением наступления сил талибов 13 августа 2021 года Норвегия приняла решение о закрытии посольства в Кабуле и эвакуации дипломатического, военного и гражданского персонала из страны.
15-16 августа 2021 года силы талибов заняли Кабул, и правительство Норвегии приняло решение отправить в Афганистан самолёты для эвакуации оставшихся в стране иностранных граждан и афганских беженцев. Всего до 26 августа 2021 в международный аэропорт в Кабуле было совершено свыше десяти авиарейсов, на которых были вывезены около 1000 человек.

## Результаты

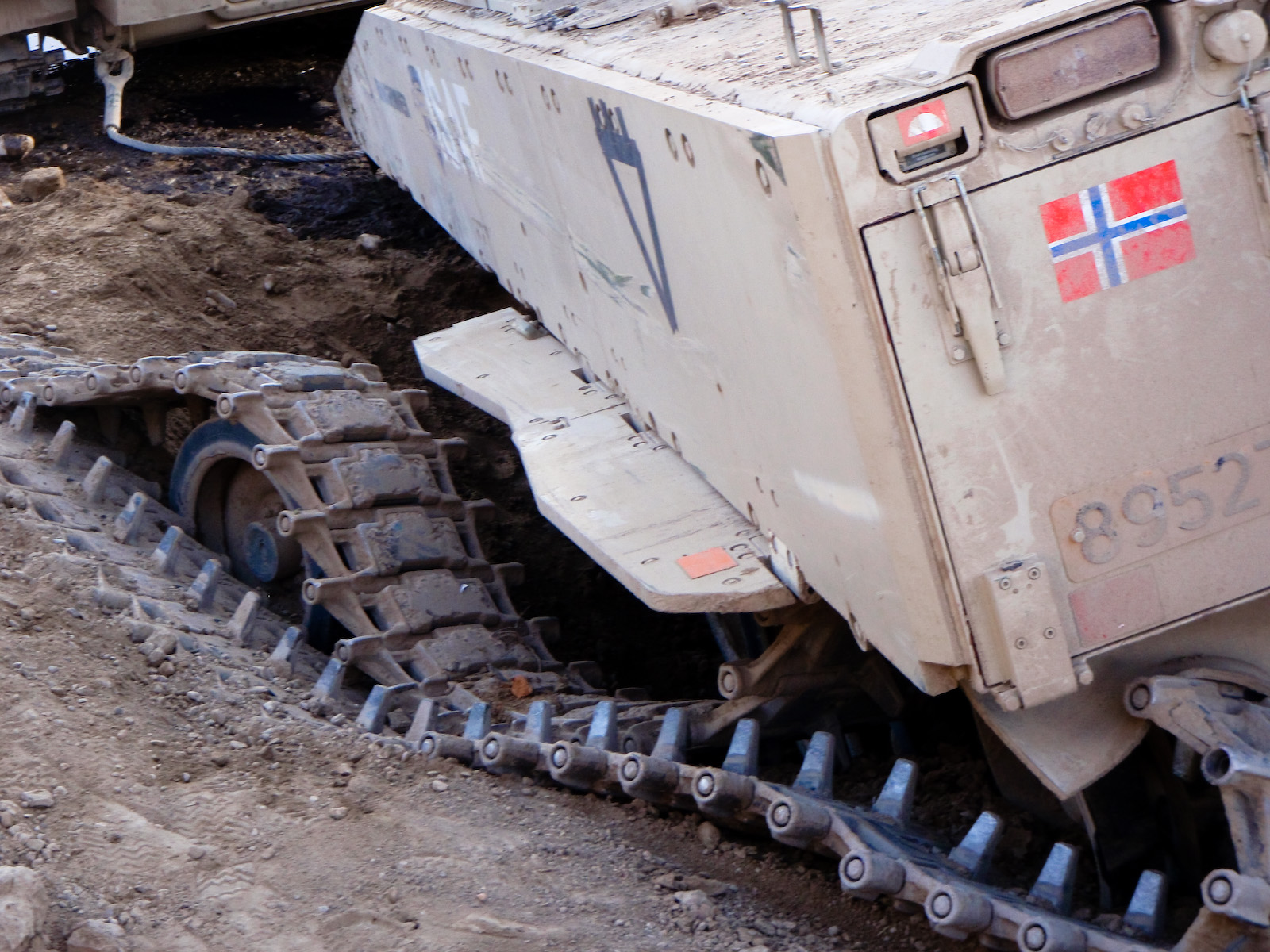
бронемашина CV 9030NF1 норвежского контингента ISAF, повреждённая взрывом мины (25 января 2010)

Потери норвежского контингента ISAF в Афганистане в период с начала участия в военной операции до 31 декабря 2014 года составили 10 военнослужащих убитыми и не менее 840 ранеными. В дальнейшем, потери продолжались.
Также имели место потери заболевшими (в период до 14 июля 2020 года было выявлено два заболевших COVID-19 солдата, отправленных на лечение в Норвегию).
В перечисленные выше потери не включены потери среди персонала ООН, находившегося в Афганистане в рамках миссии United Nations Assistance Mission in Afghanistan (по официальным данным ООН, в период до 31 августа 2021 в Афганистане погиб 41 сотрудник UNAMA, 1 из которых являлся гражданином Норвегии).
- 1 апреля 2011 года во время атаки на миссию ООН в Мазари-Шарифе была убита военный советник ООН - подполковник военно-воздушных сил Норвегии Siri Skare[22].

В перечисленные выше потери не включены потери «контрактников» сил коалиции (сотрудники иностранных частных военных и охранных компаний, компаний по разминированию, операторы авиатехники, а также иной гражданский персонал, действующий в Афганистане с разрешения и в интересах стран коалиции):
- так, в октябре 2020 года в районе города Джелалабад был застрелен переводчик-афганец норвежского контингента ISAF Samiullah Siddique[24].

В перечисленные выше потери не включены сведения о потерях в технике, вооружении и ином военном имуществе норвежского контингента в Афганистане.
Расходы Норвегии на участие в войне превышают 20 млрд. крон (из них 11,5 млрд. крон - это прямые военные расходы и 8,5 млрд. - финансирование гражданских проектов).
- помимо прямых военных расходов, Норвегия предоставляла военную помощь Афганистану. По программе военной помощи правительство Норвегии в конце 2008 года подарило вооружённым силам Афганистана 100 шт. снятых с вооружения 81-мм миномётов (которые прибыли в Афганистан в начале 2009 года)[25].